# Liste der Monuments historiques in Bagneux (Hauts-de-Seine)
Die Liste der Monuments historiques in Bagneux (Hauts-de-Seine) führt die Monuments historiques in der französischen Gemeinde Bagneux auf.

## Liste der Bauwerke
| Bezeichnung         | Beschreibung | Standort                                          | Kennzeichnung | Schutzstatus           | Datum          | Bild           |
| ------------------- | ------------ | ------------------------------------------------- | ------------- | ---------------------- | -------------- | -------------- |
| Sonnenuhr           |              | 2, avenue Gabriel-Péri (Lage)                     | PA00088066    | Inscrit                | 1935           | weitere Bilder |
| Kirche St-Hermeland |              | 8, place de la République (Lage)                  | PA00088067    | Classé                 | 1862           | weitere Bilder |
| Haus                |              | Place de la République Avenue Gabriel-Péri (Lage) | PA00088171    | Inscrit                | 1990           |                |
| Maison de Richelieu |              | 4, rue Étienne-Dolet (Lage)                       | PA00088068    | Inscrit Classé Inscrit | 1938 1975 2006 | weitere Bilder |

## Liste der Objekte
- Monuments historiques (Objekte) in Bagneux (Hauts-de-Seine) in der Base Palissy des französischen Kultusministeriums